# Раменки (Тверская область)
Раменки — деревня в Торжокском районе Тверской области России. Входит в состав сельского поселения Страшевичское.

## История
В 1965 г. Указом Президиума ВС РСФСР деревня Балаболиха переименована в Раменки.

## Население
| 2010 |
| ---- |
| 1    |